# Комаринець Теофіль Іванович

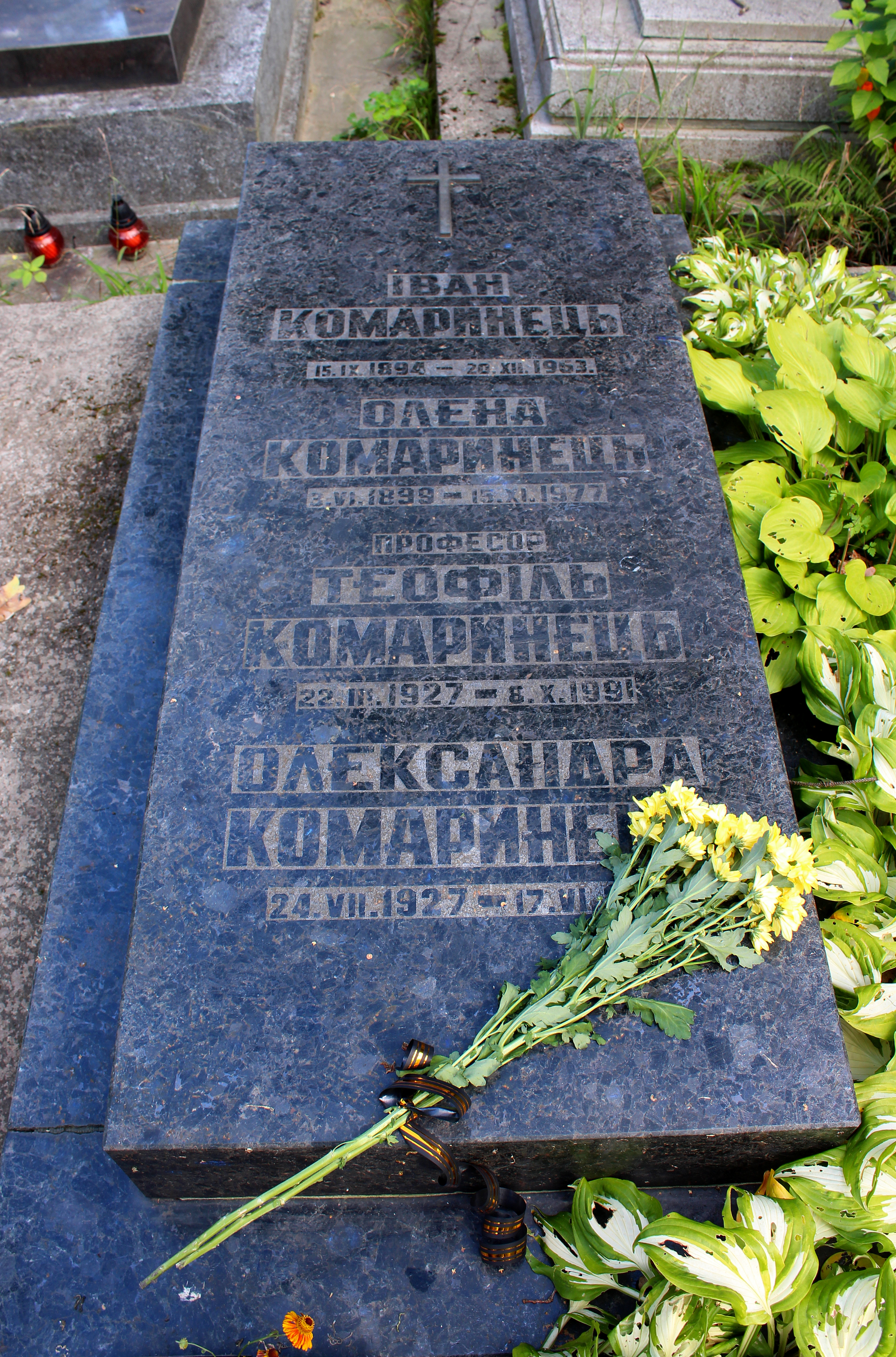
Могила Теофіля Комаринця на 66 полі Личаківського цвинтаря

Теофіль Іванович Комаринець (22 березня 1927, с. Передмірка, Лановецький район, Тернопільська область — 8 жовтня 1991, Львів) — український літературознавець, фольклорист, доктор філологічних наук, професор.

## Біографія
Після отримання початкової освіти у рідному селі, продовжив навчання у селищі Вишнівець. Середню освіту отримав у Кременці. У ньому ж закінчив з відзнакою у 1945 році учительський інститут. У цьому ж році розпочав навчання на філологічному факультеті Львівського державного університету. У 1950 році після закінчення університету працював учителем, інспектором шкіл у Дубровиці, наступного року став аспірантом в Інституті літератури імені Т. Г. Шевченка. Восени 1954 року захистив кандидатську дисертацію «Шевченко і народна творчість». І через рік молодого ученого прийняли асистентом кафедри української літератури.
Згодом працював асистентом, доцентом кафедри української літератури Львівського педагогічного інституту, а після приєднання — завідував кафедрою у Дрогобицькому педінституті. У 1967 перейшов до Львівського університету на посаду доцента на кафедрі української літератури. У 1983 році захистив докторську дисертацію «Ідейно-естетичні основи українського романтизму». З 1988 — професор. У 1990 році очолив відновлену за його ініціативою кафедру фольклористики.
Дочка — Комаринець Наталія Теофілівна (09. 03. 1957, Львів) — скульпторка, художниця декоративної кераміки. Закінчила Львів. ін-т приклад. та декор. мистецтва (1980). Відтоді працювала у Львові. Учасниця виставок від 1990. Галузі — пластика, скульптура, кераміка. Для творчості Наталії Теофілівни характерні монументалізм, декоративність, чергування відшліфованих площин із фактурними. Окремі роботи зберігаються у галереї в Москві.
Похований у Львові на 66 полі Личаківського цвинтаря. На його честь названа одна з вулиць Львова. Дійсний член НТШ (1992, посмертно).

## Наукова діяльність
Т. Комаринець займався дослідженням теорії та історії української літератури XVIII—XX століть, зокрема історія напрямів, методів, стилів і жанрів, українське бароко, творчість Т. Шевченка, І. Франка, С. Руданського, Лесі Українки, а також український фольклор.
Опублікував більше двохсот наукових праць у вітчизняних та закордонних виданнях. Його монографії «Шевченко і народна творчість», «Ідейно-естетичні основи українського романтизму» отримали високу оцінку серед українських та закордонних науковців.
Брав участь у багатьох міжнародних, всесоюзних і республіканських наукових форумах — у конгресі славістів, симпозіумі «Іван Франко і світова культура», радянсько-американському симпозіумі «Давня українська література і нова українська література» та інших. Був відповідальним редактором збірника «Українське літературознавство».Методологічні проблеми історії  літератури порушив у ст. «Типологія романтичного героя в поезії Шевченка» // «Збірник праць 27-ї наукової Шевченківської конференції. Сімферополь, 12–14 березня 1986 року» (К., 1989), «Концепція романтизму в літературознавчих працях Івана Франка» // «Іван Франко і світова культура» (К., 1990, кн. 1). Автор розвідки «Б. Лепкий і його тетралогія “Мазепа”» // «Твори» (Л., 1999), низки статей на громадські теми. Займався поверненням замовчуваних імен і творів  літератури.
Діяльність М. Шашкевича пов'язав з альманахом «Русалка Днѣстровая» (Буда, 1837), який, за переконанням ученого, мав таке ж значення для історії укр. літ-ри, як і «Енеида…» (С.-Петербург, 1798) І. Котляревського, оскільки протистояв політиці онімечення та спольщення українського населення Галичини. Увагу Теофіля Івановича привернула суперечлива постать Я. Головацького: його відхід від ідеалів «Руської трійці» вважав проявом ренегатства як  явища, але ця  помилка не повинна применшувати внеску Я. Головацького в культуру та розвиток самосвідомості народу. У шевченкознавчих працях (зокрема «Шевченко і народна творчість», К., 1963) К. заперечив зведення творів поета до вузькокласових мотивів і соціологізованих схем. Аналізуючи поеми «Відьма», «Варнак», «Москалева криниця», вивів із поетичних творів Т. Шевченка ідею прощення, а не помсти, справедливості та добра, а не класової ненависті, засудження жорстокості (ст. «Проблема добра і зла в поезії Шевченка», вміщена у зб. «Твори», Л., 1999). У статті «Поема “Великий льох” у контексті Шевченкової концепції України» // «Записки Наукового товариства ім. Шевченка» (Л., 1990, т. 221) розгорнув концептуальні положення, що цей твір є ключем до пізнання вибудованого поетом світу і здобув ознаки осягнення часопростору буття. Погляд на Т. Шевченка як творця міфоуніверсалій був новим шевченкознавства і дав можливість побачити поета як творця міфу України з її архетипами («розрита могила», «воскресла могила»). Такий підхід допоміг обґрунтувати тезу про романтичний тип  мислення поета, в якому взаємодія реального й ідеального призводить до творення особистості, інтегрованої в універсум: природа, суспільство, процес.

## Громадська діяльність
Обирався членом обласної Ради Товариства української мови ім. Т. Шевченка, очолював Координаційну раду цього товариства у Львівському державному університеті ім. Івана Франка. Був членом оргкомітету Республіканської асоціації україністів (РАУ), головою шевченківської секції, членом ради відновленого Товариства ім. Шевченка (НТШ).
Був активним учасником Народного Руху України, балотувався від демократичних сил у депутати до Верховної Ради України.
Очолював Раду трудового колективу університету.

## Праці
- Комаринець Т. Державна мова і двомовність / Упоряд. О. Комаринець; Передм. І. Мельника. — Львів: Основа, 1995. — 36 с.
- * Комаринець Т. І. Ідейно-естетичні основи українського романтизму (проблема національного й інтернаціонального). — Львів: Вища школа, 1983. — 222 с.
- Комаринець Т. До передісторії просвітницького руху в Україні // Нарис історії «Просвіти». — Львів; Краків; Париж, 1993. — С. 10—14.
- Комаринець Т. Співомовки Степана Руданського // Руданський С. Лев і пролев: Пісні, приказки, байки, небилиці, переклади та переспіви. — Львів, 1980. — С. 5—11.
- Комаринець Т. Твір європейського звучання // Богдан Лепкий — видатний український письменник: Зб. ст. і матеріалів урочист. акад., присв. 120-літтю від дня народж. письменника. — Тернопіль, 1993. — С. 90—102.
- Комаринець Т. Шляхи незнищенної книги: До історії «Кобзарів» Т. Г. Шевченка // Дзвін. — 1994. — № 5. — С. 141—143.
- Комаринець Т. Шевченко і народна творчість. — К.: ДВХЛ, 1963. — 232 с.
- Комаринець Т. Щоб народ не був німим.